# Еудженио Скалфари
Еуджѐнио Ска̀лфари (на италиански: Eugenio Scalfari, [euˈdʒɛːnjo ˈskalfari]) е италиански журналист.
Роден е на 6 април 1924 година в Чивитавекия. Завършва право, след което започва да се занимава с журналистика, през 1955 година е сред основателите на политическото списание „Еспресо“, което ръководи през 1963 – 1968 година. След това е избран за независим депутат с подкрепата на Италианската социалистическа партия и остава в парламента до 1972 година. През 1976 година създава ежедневника „Република“ и го ръководи до 1996 година, превръщайки го в едно от най-популярните издания в страната.